# Magadi, Sorab
Magadi là một làng thuộc tehsil Sorab, huyện Shimoga, bang Karnataka, Ấn Độ.